# 梨泰院クラス
『梨泰院クラス』（イテウォンクラス、原題：이태원 클라쓰）は、韓国のケーブルテレビ局JTBCにて2020年1月31日から同年3月21日まで放送されたテレビドラマ。ソウル市の飲食店激戦区・梨泰院（イテウォン）を舞台に、飲食業界での成功を目指して仲間と共に奮闘する若者たちを描いている。パク・ソジュン主演。

## 概要
原作は2016年12月27日から2018年まで連載されたチョ・クァンジンによる韓国の同名ウェブ漫画（Webtoon）。
最終回の視聴率は16.5％を記録し、JTBC局史上3位、韓国のケーブルテレビ史上7位の高視聴率となった（2020年時点）。
ビデオオンデマンドサービスのNetflixにて、Netflixオリジナル作品として日本を含む世界に2020年3月より配信されている。
日本でも原作ウェブ漫画が、舞台を六本木とした翻訳ローカライズ版『六本木クラス〜信念を貫いた一発逆転物語〜』としてピッコマに掲載された。
そして、更にその翻訳漫画を基にして『六本木クラス』としてテレビドラマ化。テレビ朝日の木曜ドラマ枠にて、竹内涼真の主演で2022年7月期に放送された。

## ストーリー
国内最大外食企業・長家（チャンガ）グループに勤める父親の転勤である田舎に引っ越した高校3年生のパク・セロイ（パク・ソジュン）は、転校先の広津（クァンジン）高校で〝神〟と呼ばれる長家グループの御曹司チャン・グンウォン（アン・ボヒョン）に出会う。
正義感の強いセロイはグンウォンの傍若無人な言動に我慢できず、一発殴ってしまい退学処分。父親は20年間勤めていた会社を辞める羽目になる。さらに、グンウォンが起こした交通事故で父を亡くしたセロイは、グンウォンに暴力を振るい刑務所行きとなる。
長家グループを倒すと心に決めたセロイは7年後、梨泰院で「タンバム」という小さな居酒屋を開き、仲間たちと共に再起を目指す。

## 登場人物

### タンバム
パク・セロイ(박새로이/PARK Sae ro yi/朴世路)
演 - パク・ソジュン、日本語吹替 - 櫻井孝宏
本作の主人公。イガグリ頭で、居酒屋『タンバム』(甘い夜)の創業者であり社長。後に株式会社ic代表取締役(CEO)に就任する。当初は友達も殆どおらず一匹狼であったが、確固たる信念と正義をもち気高さ溢れる高潔な青年。それ故にトラブルになることが多く、この性格が災いして幾度となく窮地に立たされることになる。かなりの頑固者であり、商売上の利益と相反する言動をすることもあるが、結果的に信念を貫き、数々の障害を乗り越えていく。基本的に善人であるが、時折暴力的な面が顔を見せたり物事を強引に進め妙にドライになったりと、チャン会長と似た部分が多々ある。女性に対しては積極的ではなく、キスもしたことがないほど。ただスアには高校時代から思いを寄せており、たびたび言葉や態度でも表す。登場人物の中で唯一、最初から最後まで髪型が変わらない。
チョ・イソ(조이서/JO Yi seo/趙以瑞)
演 - キム・ダミ、日本語吹替 - 松本沙羅
フォロワー70万人を超える人気ブロガーであり、反社会的な行動や気質を特徴とするソシオパス。IQ162。大学進学をやめ、タンバムで働き始める。セロイと出会い、彼を取り巻く過酷な環境に触れる内にそれでも失われない人柄の良さを敬愛し、焦がれるようになる。常に人を食った態度を崩さず教唆や詐術が習性の様になっており、本意が掴みづらく会話で煙に巻く癖がある。その自己中心的な行動でセロイ達を困らせることも多々あるが、天才的な頭脳と若くして才気溢れ確かな観察眼・マーケティング能力を買われタンバムのマネージャーに抜擢される。後に株式会社ic専務理事に就任する。本格的な登場は三話からだが、本作は彼女がカウンセリングを受けているところから物語が始まる。
チェ・スングォン(최승권/CHOI Seung gwon/崔昇権)
演 - リュ・ギョンス、日本語吹替 - 赤坂柾之
タンバムのホールスタッフ。ギャング出身。セロイの刑務所の同期であり年齢は１つ年下。株式会社ic本部長。
マ・ヒョニ(마현이/MA Hyeon yi/馬賢伊)
演 - イ・ジュヨン、日本語吹替 - 菊永あかり
タンバムのシェフ。トランスジェンダー。株式会社icの従業員。
チャン・グンス(장근수/JANG Geun soo/張根秀)
演 - キム・ドンヒ、日本語吹替 - 岩中睦樹
デヒの次男でグンウォンの異母弟。イソの同級生。タンバムのスタッフ。
キム・トニー(김토니/KIM Tony)
演 - クリス・ライオン、日本語吹替 - 村井雄治
タンバムのアルバイト。ギニア出身。スンレの孫。

### 長家（チャンガ）グループ
チャン・デヒ(장대희/JANG Dae hee/張大熙)
演 - ユ・ジェミョン、日本語吹替 - 竹本和正
長家グループの創設者にして会長。グンウォンとグンスの父。セロイの宿敵。激動の時代に長男として生まれるが、貧しさのあまり兄弟達を餓死させてしまう。二度と家族を飢えさせないと誓いチャンガを屋台から始め、韓国外食産業のトップに一代で育てあげる。その卓越した経営センスはまさに非情そのものであり、利益に敏くスキャンダルは非合法な手を使ってでも強引に揉み消す。また、狙った獲物は逃がさず一度潰すと決めた相手には再起出来ない程徹底的に叩きのめす。その豪腕な経営力で富、地位、名誉をほしいままにしてきたまさに権威に呑まれた外道。合理性よりプライドを優先したり「一番」にやたらと拘るなど頑固な面が強く、セロイと似た部分が多々ある。スンレによれば、若い頃は人望があり慕われていたような時期があったととれるセリフがある。
チャン・グンウォン(장근원/JANG Geun won/張根原)
演 - アン・ボヒョン、日本語吹替 - 奥田寛章
長家グループ常務取締役。デヒの長男でグンスの異母兄。セロイと広津高校の同級生。校内暴力とひき逃げ事故の加害者。
オ・スア(오수아/OH Soo ah/呉秀娥)
演 - クォン・ナラ / 幼少期 - オク・イェリン、キム・ジヨン、日本語吹替 - 藤井ゆきよ
長家グループの企画チーム長。セロイと広津高校の同級生で初恋の相手。幼少期に親に捨てられ、長家グループが支援する児童養護施設・ケナリ園で育つ。支援の担当者であったパク部長(セロイの父)とは親子同然の間柄であった。
カン・ミンジョン(강민정/KANG Min jeong)
演 - キム・ヘウン、日本語吹替 - 石塚理恵
長家グループのマネージングディレクター（専務）で大株主。セロイの共同経営者。
キム室長
演 - ホン・ソジュン日本語吹替 - 菊池康弘
長家グループの会長秘書。
キム・ソンエ(김선애/KIM Seon ae)
演 - ユ・ダミ
長家グループの会長秘書。

### 周辺人物
パク・ソンヨル(박성열/PARK Seong yeol/朴成悦)
演 - ソン・ヒョンジュ（特別出演）、日本語吹替 - 島田敏
セロイの父。長家グループの元部長。
イ・ホジン(이호진/LEE Ho jin/李虎進)
演 - イ・ダウィ、日本語吹替 - 宮崎遊
セロイが転校した広津高校の学生。校内暴力の被害者。ファンドマネージャー。セロイの共同経営者。
チョ・ジョンミン(조정민/JO Jeong min)
演 - キム・ヨジン（特別出演）、日本語吹替 - 武隈史子
イソの母。
キム・ヒフン(김희훈/KIM Hee hoon)
演 - ウォン・ヒョンジュン（特別出演）、日本語吹替 - 金馬貴之
スングォンが所属する組織のボス。セロイの刑務所の同期。
キム・スンレ(김순례/KIM Soon rye)
演 - キム・ミギョン
トニーの祖母。梨泰院で顔が利く不動産業の大物。
オ・ビョンホン(오병헌/OH Byeong heon)
演 - ユン・ギョンホ
元刑事。畜産業の社長。ヘウォンの父。
オ・ヘウォン(오혜원/OH Hye won)
演 - チェ・ユリ
ビョンホンの娘。中学生。
ファン・サンホ(황상호/HWANG Sang ho)
演 - キム・イクテ
広津高校の校長。
セロイの担任教師
演 - ペク・ソンヒョン、日本語吹替 - 裕樹
セロイ、スア、グンウォン、ホジンが通う広津高校3年1組の担任。
クク・ブッキ(국복희/KOOK Bok hee)
演 - ハン・イェジ
区長の娘。不良。

### 特別出演
チョン・ウンビョル
演 - ソルビン
セロイが転校する前の高校の友人。
ラジオDJ
演 - キム・ソヨン
キム・ソンヒョン(김성현/KIM Seong hyeon)
演 - ユンバク
グンスの知人。
区長夫人
演 - チャ・チョンファ
ホン・ソクチョン(홍석천/HONG Seok cheon)
演 - ホン・ソクチョン、日本語吹替 - 裕樹
イソの高校の同級生
演 - NC.A
タンバムのアルバイトの面接に来た男
演 - リミン
製薬会社の娘
演 - チョン・ユミン
パク・ジュンギ(박준기/PARK Joon gi)
演 - イ・ジュヒョク
長家グループの部長。チャンガ屋台のシェフ。
最強屋台MC
演 - キム・イルチュン
ト・ジュンミョン(도중명/DO Joong myeong)
演 - チョン・ノミン
ジュンミョンホールディングス代表取締役。
スアの店に面接に来た男性アルバイト
演 - パク・ボゴム、日本語吹替 - 河本啓佑

## 音楽

### オリジナル・サウンドトラック

#### Part.1
| #         | タイトル                     | 作詞             | 作曲             | アーティスト   | 時間  |
| --------- | ---------------------------- | ---------------- | ---------------- | -------------- | ----- |
| 1.        | 「Still Fighting It」        | ベン・フォールズ | ベン・フォールズ | イ・チャンソル | 5:20  |
| 2.        | 「Still Fighting It」(Inst.) |                  | ベン・フォールズ |                | 5:20  |
| 合計時間: | 合計時間:                    | 合計時間:        | 合計時間:        | 合計時間:      | 10:40 |

#### Part.2
| #         | タイトル                 | 作詞         | 作曲           | アーティスト | 時間 |
| --------- | ------------------------ | ------------ | -------------- | ------------ | ---- |
| 1.        | 「始まり (시작)」        | ソ・ドンソン | パク・ソンイル | Gaho         | 3:22 |
| 2.        | 「始まり (시작)」(Inst.) |              | パク・ソンイル |              | 3:22 |
| 合計時間: | 合計時間:                | 合計時間:    | 合計時間:      | 合計時間:    | 6:44 |

#### Part.3
| #         | タイトル                   | 作詞                     | 作曲           | アーティスト | 時間 |
| --------- | -------------------------- | ------------------------ | -------------- | ------------ | ---- |
| 1.        | 「石ころ (돌덩이)」        | グァン・ジン, イ・チフン | パク・ソンイル | ハ・ヒョヌ   | 3:29 |
| 2.        | 「石ころ (돌덩이)」(Inst.) |                          | パク・ソンイル |              | 3:29 |
| 合計時間: | 合計時間:                  | 合計時間:                | 合計時間:      | 合計時間:    | 6:58 |

#### Part.4
| #         | タイトル                          | 作詞       | 作曲           | アーティスト | 時間 |
| --------- | --------------------------------- | ---------- | -------------- | ------------ | ---- |
| 1.        | 「僕たちの夜 (우리의 밤)」        | イ・チフン | パク・ソンイル | Sondia       | 4:44 |
| 2.        | 「僕たちの夜 (우리의 밤)」(Inst.) |            | パク・ソンイル |              | 4:44 |
| 合計時間: | 合計時間:                         | 合計時間:  | 合計時間:      | 合計時間:    | 9:28 |

#### Part.5
| #         | タイトル                    | 作詞                           | 作曲           | アーティスト | 時間 |
| --------- | --------------------------- | ------------------------------ | -------------- | ------------ | ---- |
| 1.        | 「You Make Me Back」        | オ・ヒョンジュ, キム・ジンフン | キム・ジンフン | キム・ウソン | 3:15 |
| 2.        | 「You Make Me Back」(Inst.) |                                | キム・ジンフン |              | 3:15 |
| 合計時間: | 合計時間:                   | 合計時間:                      | 合計時間:      | 合計時間:    | 6:30 |

#### Part.6
| #         | タイトル                                 | 作詞         | 作曲           | アーティスト | 時間 |
| --------- | ---------------------------------------- | ------------ | -------------- | ------------ | ---- |
| 1.        | 「その時その子は (그때 그 아인)」        | ソ・ドンソン | パク・ソンイル | キム・ピル   | 4:48 |
| 2.        | 「その時その子は (그때 그 아인)」(Inst.) |              | パク・ソンイル |              | 4:48 |
| 合計時間: | 合計時間:                                | 合計時間:    | 合計時間:      | 合計時間:    | 9:36 |

#### Part.7
| #         | タイトル                                              | 作詞           | 作曲                    | アーティスト | 時間  |
| --------- | ----------------------------------------------------- | -------------- | ----------------------- | ------------ | ----- |
| 1.        | 「私たちは友達だけだろうか (우린 친구뿐일까)」        | ソ・ドンソン   | パク・ソンイル          | Sondia       | 3:48  |
| 2.        | 「Maybe」                                             | Sondia, Miriam | パク・ソンイル          | Sondia       | 3:48  |
| 3.        | 「Defence」                                           |                | パク・ソンイル, Fraktal |              | 1:22  |
| 4.        | 「私たちは友達だけだろうか (우린 친구뿐일까)」(inst.) |                | パク・ソンイル          |              | 3:48  |
| 合計時間: | 合計時間:                                             | 合計時間:      | 合計時間:               | 合計時間:    | 12:46 |

#### Part.8
| #         | タイトル       | 作詞                     | 作曲           | アーティスト | 時間 |
| --------- | -------------- | ------------------------ | -------------- | ------------ | ---- |
| 1.        | 「Say」        | ソ・ドンソン, イ・チフン | パク・ソンイル | ユン・ミレ   | 4:20 |
| 2.        | 「Say」(Inst.) |                          | パク・ソンイル |              | 4:20 |
| 合計時間: | 合計時間:      | 合計時間:                | 合計時間:      | 合計時間:    | 8:40 |

#### Part.9
| #         | タイトル           | 作詞       | 作曲                      | アーティスト | 時間 |
| --------- | ------------------ | ---------- | ------------------------- | ------------ | ---- |
| 1.        | 「With Us」        | タイピオン | タイピオン, パク, CHKmate | VERIVERY     | 4:17 |
| 2.        | 「With Us」(Inst.) |            | タイピオン, パク, CHKmate |              | 4:17 |
| 合計時間: | 合計時間:          | 合計時間:  | 合計時間:                 | 合計時間:    | 8:34 |

#### Part.10
| #         | タイトル               | 作詞       | 作曲           | アーティスト | 時間 |
| --------- | ---------------------- | ---------- | -------------- | ------------ | ---- |
| 1.        | 「直進 (직진)」        | イ・チフン | パク・ソンイル | The VANE     | 2:53 |
| 2.        | 「直進 (직진)」(Inst.) |            | パク・ソンイル |              | 2:53 |
| 合計時間: | 合計時間:              | 合計時間:  | 合計時間:      | 合計時間:    | 5:46 |

#### Part.11
| #         | タイトル                            | 作詞               | 作曲         | アーティスト | 時間 |
| --------- | ----------------------------------- | ------------------ | ------------ | ------------ | ---- |
| 1.        | 「どんな言葉も (어떤 말도)」        | クォン・ヨンチャン | ホン・ソジン | Crash        | 4:31 |
| 2.        | 「どんな言葉も (어떤 말도)」(Inst.) |                    | ホン・ソジン |              | 4:31 |
| 合計時間: | 合計時間:                           | 合計時間:          | 合計時間:    | 合計時間:    | 9:02 |

#### Part.12
| #         | タイトル               | 作詞                                                                | 作曲                                                                | アーティスト | 時間 |
| --------- | ---------------------- | ------------------------------------------------------------------- | ------------------------------------------------------------------- | ------------ | ---- |
| 1.        | 「Sweet Night」        | Hiss noise, V, ADORA, Melanie Joy Fontana, Michel “Lindgren” Schulz | Hiss noise, V, ADORA, Melanie Joy Fontana, Michel “Lindgren” Schulz | V (BTS)      | 3:34 |
| 2.        | 「Sweet Night」(Inst.) |                                                                     | Hiss noise, V, ADORA, Melanie Joy Fontana, Michel “Lindgren” Schulz |              | 3:34 |
| 合計時間: | 合計時間:              | 合計時間:                                                           | 合計時間:                                                           | 合計時間:    | 7:08 |

#### Part.13
| #         | タイトル                 | 作詞      | 作曲           | アーティスト | 時間 |
| --------- | ------------------------ | --------- | -------------- | ------------ | ---- |
| 1.        | 「Brand New Way」        | Damon     | パク・ソンイル | Damon        | 2:52 |
| 2.        | 「Brand New Way」(Inst.) |           | パク・ソンイル |              | 2:52 |
| 合計時間: | 合計時間:                | 合計時間: | 合計時間:      | 合計時間:    | 5:44 |

## 放送日程
| 各話   | 放送日  | 視聴率 (ニールセンコリア) | 視聴率 (ニールセンコリア) |
| 各話   | 放送日  | 全国                      | ソウル                    |
| ------ | ------- | ------------------------- | ------------------------- |
| 第1話  | 1月31日 | 4.983%                    | 5.283%                    |
| 第2話  | 2月01日 | 5.330%                    | 5.634%                    |
| 第3話  | 2月07日 | 8.013%                    | 8.253%                    |
| 第4話  | 2月08日 | 9.382%                    | 10.692%                   |
| 第5話  | 2月14日 | 10.716%                   | 11.986%                   |
| 第6話  | 2月15日 | 11.608%                   | 12.636%                   |
| 第7話  | 2月21日 | 12.289%                   | 13.215%                   |
| 第8話  | 2月22日 | 12.562%                   | 13.990%                   |
| 第9話  | 2月28日 | 13.965%                   | 14.903%                   |
| 第10話 | 2月29日 | 14.760%                   | 16.160%                   |
| 第11話 | 3月06日 | 13.798%                   | 15.496%                   |
| 第12話 | 3月07日 | 13.398%                   | 14.817%                   |
| 第13話 | 3月13日 | 13.101%                   | 14.344%                   |
| 第14話 | 3月14日 | 14.197%                   | 15.568%                   |
| 第15話 | 3月20日 | 14.661%                   | 16.012%                   |
| 第16話 | 3月21日 | 16.548%                   | 18.328%                   |
| 平均   | 平均    | 11.832%                   | 12.957%                   |

- 無料放送局（SBS、MBC）や公共放送（KBS、EBS）に比べて視聴者が少ないケーブルテレビでの放送となった。
- 最終回（第16話）は全国視聴率16.548%を記録し、JTBCで3位、韓国のケーブルテレビ史上8位の高視聴率ドラマとなった[4]。
- タイム誌は、梨泰院クラスを「Netflixで見るべき韓国ドラマベスト10」に[19]、フォーブスは「2020年の韓国ドラマベスト13」に掲載した[20]。Google Trendsは同シリーズが2020年のドラマ・エンターテインメント番組として1位、2020年の国内検索語4位であることを明らかにしている[21][22]。

## ミュージカル
2025年6月9日から6月30日まで、東京建物 Brillia HALLで、2025年7月6日から7月11日まで箕面市立文化芸能劇場で、2025年7月18日から7月21日までアイプラザ豊橋で上演予定。主演は小瀧望。

### キャスト（ミュージカル）
- パク・セロイ：小瀧望
- チョ・イソ：和希そら[23] / sara[23]
- オ・スア：梅澤美波[23] / 川口ゆりな[23]
- チャン・グンス：新原泰佑[23]
- マ・ヒョニ：土井ケイト[23]
- チェ・スングォン：吉田広大[23]
- チャン・グンウォン：秋沢健太朗[23]
- パク・ソンヨル：浅野雅博[23]
- チャン・デヒ：佐戸井けん太[23]

### スタッフ（ミュージカル）
- 原作：チョ・グァンジン「梨泰院クラス」（KAKAO WEBTOON Studio）[23]
- 脚本：坂口理子[23]
- 歌詞・構成：イ・ヒジュン[23]
- 音楽：ヘレン・パーク[23]
- 演出：小山ゆうな[23]
- 振付：カイル・ハナガミ[24]